# Travis Kalanick
Travis Cordell Kalanick (Los Angeles, 6 agosto 1976) è un imprenditore statunitense, noto per essere il cofondatore di Uber.
Nel 2014 è stato classificato al 290º posto nella classifica Forbes dei 400 uomini più ricchi degli Stati Uniti d'America, con un patrimonio stimato di 6 miliardi di dollari statunitensi.

## Biografia
Ha vissuto a Northridge, in California, dove si è diplomato presso il Granada Hills High School, per poi iscriversi all'UCLA, dove ha studiato ingegneria informatica. Durante il periodo universitario si è unito alla fraternità Theta Xi. Sua madre, Bonnie Horwitz, lavorava come pubblicitaria per il Los Angeles Daily News, mentre suo padre, Donald E. Kalanick, era un ingegnere civile per la città di Los Angeles. La famiglia di suo padre è cattolica con ascendenze ceche ed austriache.
Ha due sorellastre ed un fratello, Cory, di professione vigile del fuoco.

## Carriera

Kalanick durante il DLD 2015 a Monaco di Baviera

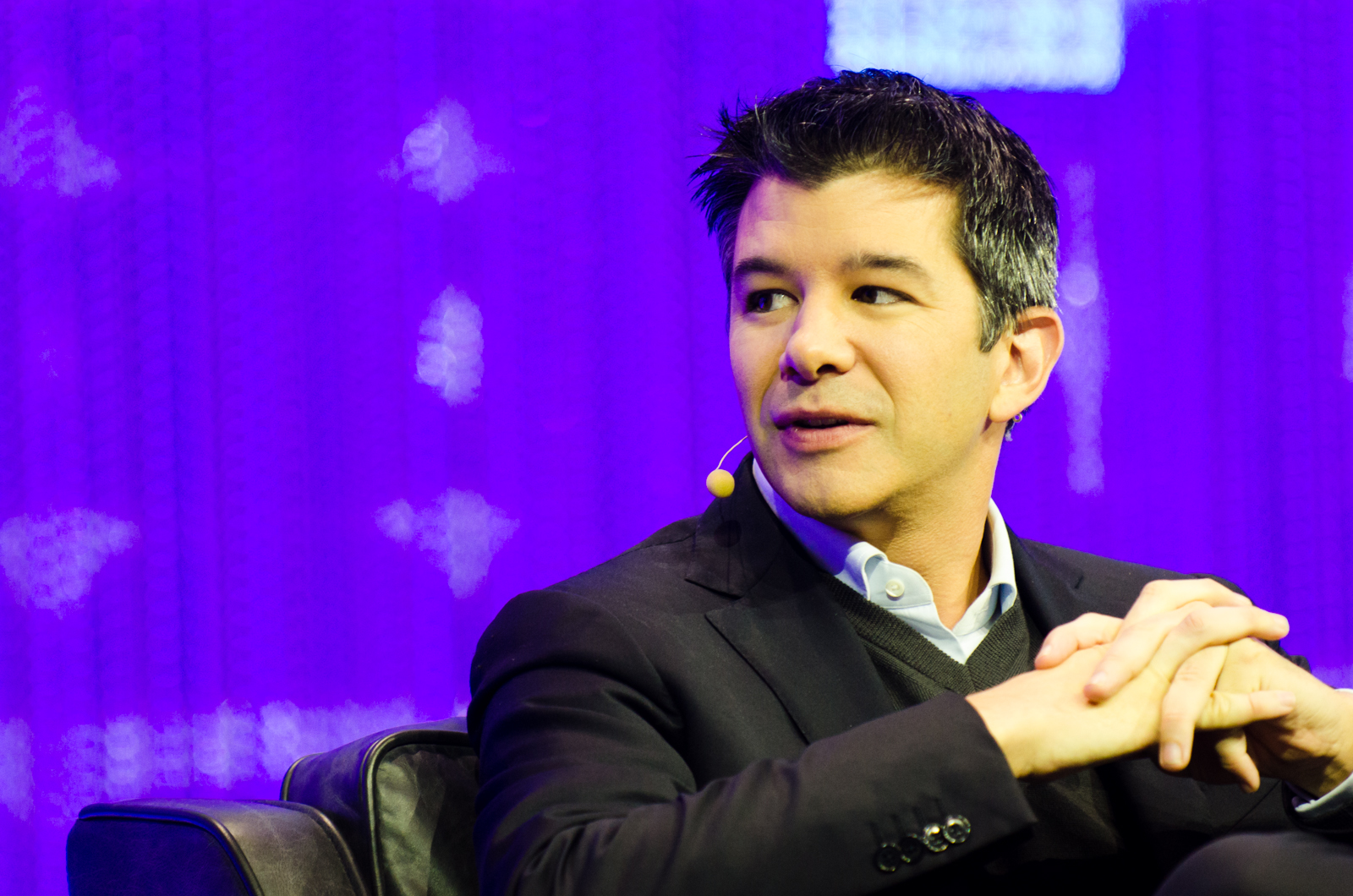
Kalanick durante la conferenza Le Web del dicembre 2013

### Scour
Nel 1998, assieme ad altri compagni di studio, abbandonò l'UCLA per fondare (con Dan Rodrigues) Scour Inc., un motore di ricerca multimediale, e Scour Exchange, un servizio di file sharing peer-to-peer. Nel 2000, la MPAA, la RIAA e la NMPA intentarono una causa legale contro Scour, accusando la società di violazione del copyright. Nel settembre dello stesso anno, la Scour presentò un'istanza di fallimento per proteggersi da tale causa.

### Red Swoosh
Nel 2001, con il team di ingegneri di Scour, fondò una nuova azienda di file sharing, che chiamò Red Swoosh. Il software di Red Swoosh approfittò dell'aumentata efficienza di banda su Internet per consentire agli utenti di trasferire e scambiare file di grandi dimensioni, tra cui brani musicali e video. Nel 2007 Akamai Technologies acquistò l'azienda per 19 milioni di dollari statunitensi.

### Uber
Nel 2009, assieme a Garrett Camp, diede vita ad Uber, un'applicazione mobile che connette tra loro passeggeri e guidatori di veicoli per fornire servizi di trasporto automobilistico privato. Uber opera in 66 nazioni ed in più di 507 città in tutto in mondo. Uber è stata al centro di numerose controversie sia in America settentrionale (in particolare a Washington, Chicago, Toronto, e New York), sia in Europa (diverse proteste da parte dei tassisti contro Uber sono state sollevate a Parigi, Lisbona, Basilea, Ginevra e Zurigo, nonché a Milano, Roma, Firenze e Napoli). L'azienda compete inoltre contro servizi simili ed "aziende clone" in città come Londra.

### Altro
Partecipa a diverse conferenze ed eventi aziendali, tra cui TechCrunch Disrupt, Tech Cocktail, DLD, e LeWeb.

## Controversie legali
Nell'indagine "Uber Files" portata avanti da diverse testate giornalistiche, quali The Guardian, BBC, Le Monde e l'Espresso, col sostegno del Consorzio Internazionale dei giornalisti investigativi, Travis Calanick è uno dei principali fautori e sostenitori dell'espansione di Uber attraverso l'elusione delle leggi locali e la forte pressione e lobby su politici e amministratori dei governi dei paesi in cui l'azienda è presente e vuole espandersi, compresa la richiesta, quando sotto indagine, di eliminare i messaggi e documenti compromettenti attraverso un sistema kill-switch, un modo per spegnere a distanza i sistemi aziendali. Dai documenti trapelati per l'indagine, si è dichiarato soddisfatto delle rivolte violente dei tassisti contro l'azienda, stabilendo che "La violenza garantisce il successo [per Uber]".